# Jonuta
Jonuta – miasto w meksykańskim w stanie Tabasco, siedziba władz gminy o tej samej nazwie. Miasto położone jest u zbiegu rzek Usumacinta i Rio San Pedro y San Paulo. Leży w odległości około 60 km na południe od wybrzeża Zatoki Meksykańskiej oraz 100 km na wschód od stolicy stanu Villahermosa, przy granicy ze stanem Campeche. W 2010 roku ludność miasta liczyła 6899 mieszkańców.